# Tanwarin Sukkhapisit
Tanwarin Sukkhapisit (tai: ธัญญ์วาริน สุขะพิสิษฐ์) (pronunciació en tai: /tʰān.wāː.rīn sùk.kʰà.pʰí.sìt/) (Nakhon Ratchasima, 23 d'octubre de 1973) és una cineasta i política tailandesa. A les eleccions generals tailandeses de 2019, Tanwarin va ser elegida al parlament tailandès en representació del Partit del Nou Futur, i es va convertir així en la primera diputada transgènere de Tailàndia a la Cambra de Representants. Tanwarin s'identifica amb el genderqueer.